# ZoRo-bus
De ZoRo-bus is een bus die sinds 9 december 2012 als lijn 170 rijdt tussen haltes Rodenrijs en  Zoetermeer Centrum-West. De ZoRo-bus is gestart als vervanger van de directe RandstadRail railverbinding tussen Zoetermeer en Rotterdam, waarvan de aanleg zo'n 30 jaar is uitgesteld. De buslijn rijdt grotendeels op een vrije busbaan. Deze bus zorgt, in combinatie met RET-RandstadRail metrolijn E, voor een snelle verbinding tussen Zoetermeer en Rotterdam. ZoRo staat voor Zoetermeer-Rotterdam.

## Tracé
Voor het deel in Zoetermeer wordt gebruikgemaakt van bestaande busbanen. Voor het overige deel van het tracé is een nieuwe vrije busbaan aangelegd, die voor een groot deel parallel loopt aan de HSL.
Het was de bedoeling dat in fase één van RandstadRail deze verbinding al lightrail zou worden. Maar het Rijk wilde dat niet betalen, en gemeente Zoetermeer had ook onvoldoende geld er voor. Ook werd het onrendabel geacht zolang er niet voldoende huizen gebouwd zouden worden langs het traject.
In 2021 verscheen een nieuw rapport, "HOV-corridor Zoetermeer - Rotterdam, Eindrapport regionale verkenning 2021", door de Rijksoverheid. Hierin worden zestien varianten genoemd. Variant 1, 2 & 3 zijn het kansrijkst en voor realisatie wordt aan 2035 gedacht. Variant 1 is de metro doortrekken tot station Lansingerland-Zoetermeer. Nadeel is dat je moet overstappen op RandstadRail 4 om Zoetermeer te bereiken. Daarom is variant 2 beter; doortrekken van de metro tot Zoetermeer Centrum-West. Variant 3 is zelfs doortrekken via Zoetermeer Centrum-West naar Den Haag.

## Busdienst

### Voor de opening
Reizigers tussen Zoetermeer en Rotterdam waren op maandag t/m vrijdag overdag aangewezen op snelbus 270 tussen Zoetermeer Centrum-West en Berkel Westpolder. Deze lijn maakte gebruik van de N470 en N471. De totale reistijd deed zo niet onder voor de reistijd met de ZoRo-bus. Lijn 270 stopte echter onderweg alleen in Zoetermeer terwijl de ZoRo-bus onderweg ook vier haltes langs de HSL tussen Berkel en Rodenrijs en Bergschenhoek heeft. 's Avonds en in het weekend diende omgereisd te worden via Leidschenveen, waar vervolgens overgestapt moest worden op een van de twee tramlijnen van RandstadRail, namelijk lijnen 3 en 4. Ook kon men gebruikmaken van de veel tragere lijn 170 die bij de komst van metrolijn E werd ingekort tot metrostation Rodenrijs.

### Na de opening
De vernieuwde lijn 170 verving lijn 270 maar ook het deel van de lijn 170 tussen Zoetermeer Centrum-West en Berkel Westpolder. Het deel van de busbaan tussen halte Rodenrijs en de Berkelseweg wordt gebruikt door de vernieuwde lijn 173 die tussen Rodenrijs en Bleiswijk/Zoetermeer rijdt. Deze lijn verving de oude lijnen 173 en 174. Sinds de opening van station Lansingerland-Zoetermeer rijden de bussen ook langs dit station. Hiervoor is een busbaan langs het station aangelegd. 
Sinds 15 december 2019 behoren de lijnen 170 en 173 tot het HOV-netwerk R-net maar behielden hun lijnnummer. Hierbij is lijn 173 ingekort tot station Lansingerland-Zoetermeer, alwaar tal van overstapmogelijkheden zijn. Met RandstadRail 4 bijvoorbeeld is Zoetermeer Centrum-West en Den Haag bereikbaar. Er gaan treinen naar Gouda (en verder) en Den Haag Centraal. 
| Lijn | Traject                                                                | Via | Opmerking |
| ---- | ---------------------------------------------------------------------- | --- | --------- |
| 170  | Zoetermeer, Centrum-West – Rodenrijs, Metrostation                     | Station Zoetermeer, Station Zoetermeer Oost, Station Lansingerland-Zoetermeer, ZoRo-busbaan, Berkel en Rodenrijs | ZoRo-bus  |
| 173  | Zoetermeer, Station Lansingerland-Zoetermeer – Rodenrijs, Metrostation | Bleiswijk, Bergschenhoek, ZoRo-busbaan, Berkel en Rodenrijs                                                      |           |

## Kritiek
Bewoners langs een deel van het tracé hadden bezwaar tegen de aanleg van de vrije busbaan langs hun wijk. Ook de natuurbeweging was gekant tegen de aanleg in verband met de verstoring van natuur- en recreatiegebied de Vlinderstrik.
Lijnen:
 3  RandstadRail 3 · 
 4  RandstadRail 4 · 
 34  RandstadRail 34 · 
 E  Metrolijn E · 
 170  Buslijn 170 · 
 173  Buslijn 173
Materieelseries:
HTM 4000 · 
RET 5500 · 
RET 1200